# پره گراتاکوس
پره گراتاکوس بوکس (انگلیسی: Pere Gratacós؛ زادهٔ ۱۴ فوریهٔ ۱۹۵۸) بازیکن و مربی بازنشسته فوتبال اهل اسپانیا بود.

## زندگی حرفه‌ای
گراتاکوس که در بسالو، خیرونا، کاتالونیا متولد شد، در سال ۱۹۷۴ در سن ۱۶ سالگی به سیستم جوانان باشگاه بارسلونا وارد شد و برای چندین تیم نوجوانان آن بازی کرد.